# مات غرين
مات غرين (بالإنجليزية: Matt Green)‏ (2 يناير 1987 بباث في المملكة المتحدة - ) هو لاعب كرة قدم بريطاني في مركز الهجوم. لعب مع أكسفورد يونايتد وبرمنغهام سيتي وكارديف سيتي ونادي بريستول سيتي ونادي توركي يونايتد ونيوبورت كونتي ونادي مانسفيلد تاون ونادي تشيلتنهام تاون لكرة القدم ودارلينجتون إف سى.

## وصلات خارجية
- مات غرين على موقع قاعدة بيانات كرة القدم.إي يو (الإنجليزية)
- مات غرين على موقع Soccerbase.com (لاعب) (الإنجليزية)
- مات غرين على موقع Soccerway.com (الإنجليزية)